# Елџин (Ајова)
Елџин (енгл. Elgin) град је у америчкој савезној држави Ајова. По попису становништва из 2010. у њему је живело 683 становника.

## Демографија
Према попису становништва из 2010. у граду је живело 683 становника, што је 7 (1,0%) становника више него 2000. године.
| Група             | 2000.       | 2010.       |
| Белци             | 674 (99,7%) | 669 (98,0%) |
| Афроамериканци    | 0 (0,0%)    | 1 (0,1%)    |
| Азијати           | 0 (0,0%)    | 0 (0,0%)    |
| Хиспаноамериканци | 2 (0,3%)    | 7 (1,0%)    |
| Укупно            | 676         | 683         |